# ドゥオ・サカプンタス

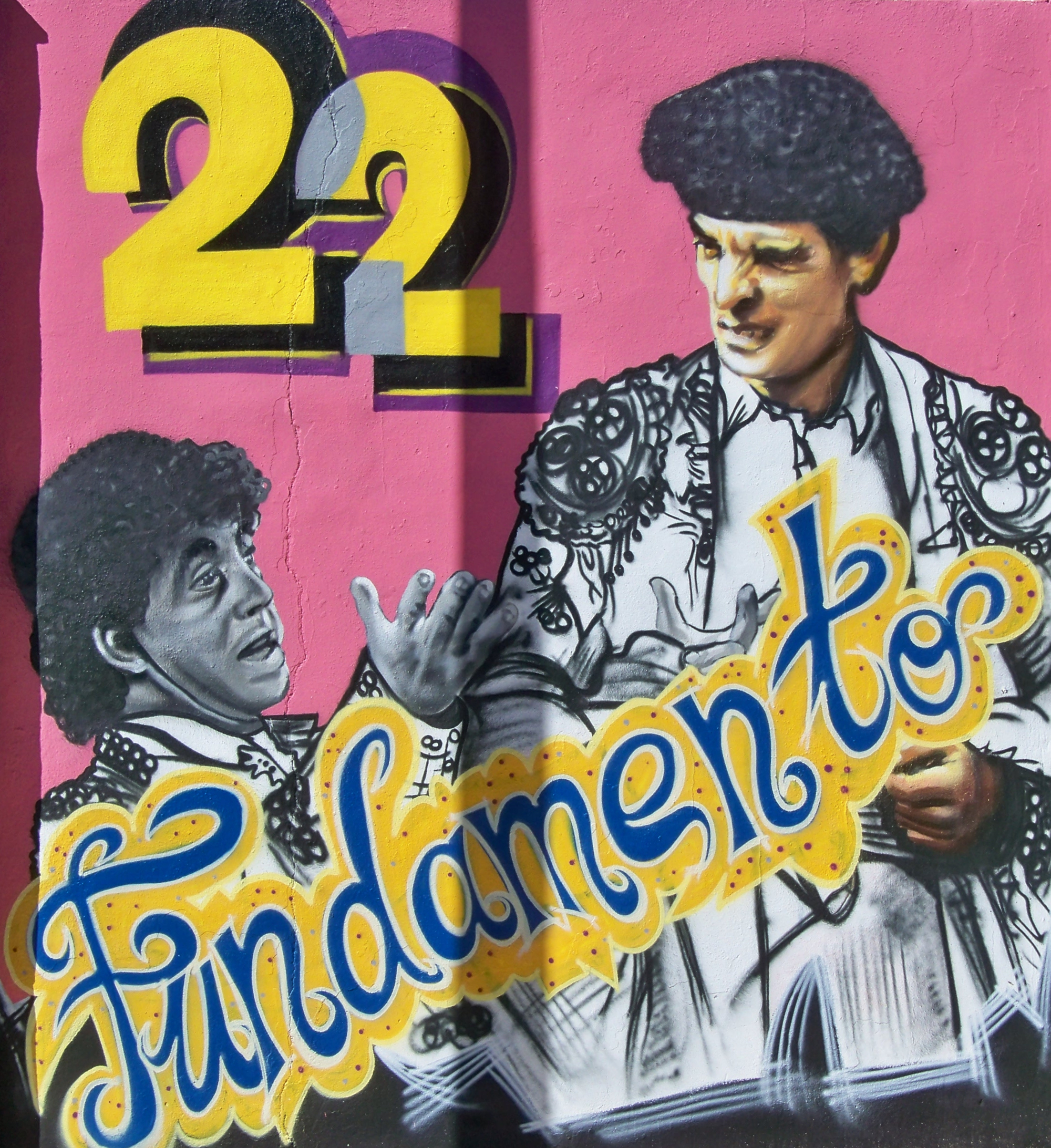
ドゥオ・サカプンタスのグラフィティ

ドゥオ・サカプンタス（スペイン語: Dúo Sacapuntas）は、El Pulga（"ノミ"、フアン・ロサ）とEl Linterna（"たいまつ"、マノロ・サリア）によるスペインのお笑いコンビであった。「ドゥオ・サカプンタス」はスペイン語で「鉛筆削りコンビ」を意味する。24年間（1978年からフアン・ロサが死亡した2002年まで）コメディアンとして共に活動し、様々な舞台、ガラ、スケッチに出演した。コンビ名は長身のサリアと短身のロサの際立った対比を指している。
1987年にチチョ・イバニェス・セラドールが主催するコンテスト「ウン、ドス、トレス...レスポンダ・オトラ・ベス」で選ばれたことで世に知られるようになった。2人はここで、闘牛士の「El Linterna」（マノロ・サリア）とモノサビオ（槍方に付く助手）の「El Pulga」（フアン・ロサ）を演じた。大抵、サリアは腹を立てている男の役を演じ、ロサは目を大きく見開いた短絡的で皮肉屋の人物を演じ、相方が我慢できなくなると殴られるのに耐える役割だった。
闘牛士役で、1987年に『ヨ・キエロ・セル・トレロ（闘牛士になりたい）』（ミリキ監督）を撮影した。
2002年にフアン・ロサが死去した後は、マヌエル・サリアは「サカプンタス」という名前でコメディアンを続けている。